# Арасланов, Гафиатулла Шагимарданович
Гафиатулла Шагимарданович Арасла́нов (7 (20) сентября 1915 года — 5 января 1945 года) — советский танкист, один из первых уроженцев Башкирии, удостоенных звания Героя Советского Союза, участник Советско-финской и Великой Отечественной войн, гвардии майор.

## Биография
Родился 7 сентября 1915 года в деревне 2-е Кинзебызово ныне Куюргазинского района Башкирии в крестьянской семье. Башкир.
Окончил Стерлитамакский нефтяной техникум в 1937 году. 8 ноября того же года призван в Красную Армию Куюргазинским райвоенкоматом Башкирской АССР.
Член ВКП(б) с 1939 года.

### Советско-финская война
Участвовал в советско-финской войне 1939—1940 годов.
Подвиг
24 февраля 1940 года башенный стрелок танковой роты 136-го стрелкового полка 97-й стрелковой дивизии младший комвзвод Гафиатулла Арасланов принимал участие в уничтожении финского дзота.
Наши войска под командованием маршала Семена Тимошенко 21 февраля 1940 года прорвали оборону противника на участке фронта в 12 километров. Это была так называемая Линия Маннергейма — глубоко эшелонированная система заградительных железобетонных сооружений. Войти в прорыв и закрепить успех должны были наши бронетанковые подразделения. В их составе находился и взвод с машиной башенного стрелка Арасланова. Перед ним стояла задача — уничтожить финский дзот, который вел широкий обстрел местности, не давая нашей пехоте подняться в атаку и продвинуться вперед.
Максимально используя складки местности, взвод старался как можно ближе подойти к дзоту, не обнаруживая себя и не подставляясь под выстрел. Но там, за амбразурой, тоже не дремали, были начеку. И вот уже подбита машина командира взвода Пронина. Вслед за ней остановился второй танк. Когда экипаж Арасланова приблизился к дзоту на 60-70 метров, машина получила сразу четыре пробоины, но, несмотря на это, Гафиат открыл ответный огонь. Два снаряда попали в цель. Пушка в дзоте замолчала. Арасланов, откинув крышку башни, спрыгнул на снег. Он подполз к ближнему из поврежденных танков и забрался в него, чтобы оказать помощь раненым. Из дзота снова открыли огонь, но уже не из пушки, а из пулемета. Когда стрельба прекратилась, Арасланов решил ползти ко второму танку. Он уже был у цели, как вдруг заметил, как несколько финнов в белых маскхалатах ползут к тому же танку, видимо, с целью окружить его и взять раненых танкистов в плен. Арасланов открыл по ним огонь, обратив их в бегство. Потом нажал стартер: мотор затарахтел, снаряды его не повредили. Забрав всех раненых, он под сильным пулеметным огнём противника вывел танк с поля боя и спас жизни четырех своих боевых товарищей.
Этот бой произошел 24 февраля. Наши войска, несмотря на упорное сопротивление противника, продолжали наступать. А уже 12 марта Финляндия капитулировала. Линия границы с ней по условиям капитуляции отодвинулась к северу к нам отошел Карельский перешеек с городом Выборгом. Потенциальная угроза Ленинграду, существовавшая из-за близости к городу внешних рубежей, таким образом, миновала.

Указом Президиума Верховного Совета СССР от 7 апреля 1940 года «за образцовое выполнение боевых заданий командования на фронте борьбы с финской белогвардейщиной и проявленные при этом отвагу и геройство» младшему комвзводу Арасланову Гафиатулле Шагимардановичу присвоено звание Героя Советского Союза с вручением ордена Ленина и медали «Золотая Звезда» (№ 490).
После продолжал службу в Красной Армии. 20 сентября 1940 года поступил в Харьковское военное авиационное училище. 2 августа 1941 года окончил 1-е Ульяновское дважды Краснознамённое танковое училище имени В. И. Ленина.

### Годы Великой Отечественной войны

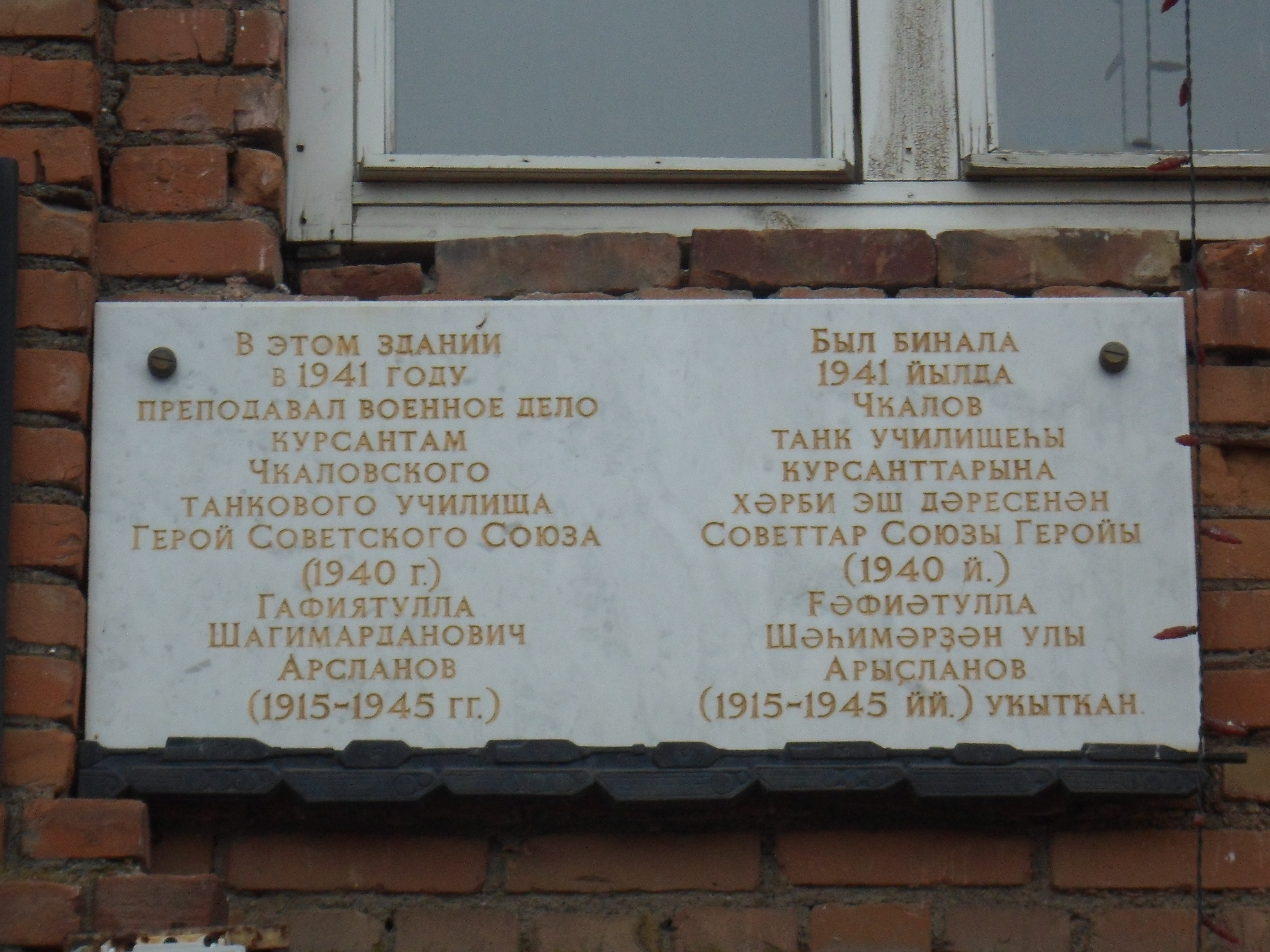
Мемормиальная доска в Оренбурге

2 августа 1941 года назначен командиром взвода курсантов, после исполняющим должность командира роты Чкаловского танкового училища. 2 апреля 1943 года назначен заместителем командира 2-го танкового батальона 4-й гвардейской танковой бригады 2-го гвардейского танкового Тацинского корпуса. 10 сентября 1943 года назначен заместителем командира по строевой части 71-го танкового Дебреценского полка 11-й гвардейской кавалерийской дивизии. В 1944 году закончил Казанскую высшую офицерскую техническую бронетанковую школу.
Участвовал в боях на Воронежском фронте с октября 1942 года по июнь 1943 года, на 2-м и 3-м Украинских фронтах с марта 1944 года. Освобождал города Курск, Орёл, Харьков, Смоленск, Дебрецен (Венгрия). Был три раза ранен: 26 декабря 1942 года, 10 марта и 12 июня 1943 года.
Заместитель командира 71-го танкового полка гвардии майор Арасланов погиб 5 января 1945 года в городе Будапеште. Похоронен в г. Сомбор (Сербия).

## Воинские звания
- красноармеец (08.11.1937);
- младший комвзвод (1939);
- лейтенант (02.08.1941);
- старший лейтенант (30.09.1942);
- капитан (20.07.1943);
- майор (19.05.1944)[2];

## Награды
- Герой Советского Союза (07.04.1940, медаль «Золотая Звезда» № 490)[6];
- Орден Ленина (07.04.1940)[6];
- Два ордена Отечественной войны I степени (22.01.1945[7], 23.02.1945[8])

## Память
- Именем Героя названа улица и установлена памятная стела в деревне 2-е Кинзебызово.
- В 2010 году в Оренбургском государственном аграрном университете, где в годы войны размещалось Чкаловское танковое училище, открыт мемориальный барельеф Героя.
- В п. Первомайском (Донгуз) Оренбургского района в парке им генерала Дмитриева установлен бюст Героя.